# Hochstadt (Maintal)
Pour les articles homonymes, voir Hochstadt.
Hochstadt est une ancienne commune allemande devenue en 1975 un quartier (environ 5 000 habitants en 2002) de la ville de Maintal, près de Francfort-sur-le-Main, dans le Land de Hesse.

## Jumelage
L'ancienne commune de Hochstadt a été jumelée avec :
- Luisant (France) depuis le 21 avril 1973[Note 1]